# Brevictenidia mikulini
Brevictenidia mikulini är en loppart som först beskrevs av Shvarts 1960.  Brevictenidia mikulini ingår i släktet Brevictenidia och familjen fågelloppor. Inga underarter finns listade i Catalogue of Life.